# Saint-Froult
Saint-Froult és un municipi francès situat al departament del Charente Marítim i a la regió de la Nova Aquitània. L'any 2007 tenia 270 habitants.

## Demografia

### Població
El 2007 la població de fet de Saint-Froult era de 270 persones. Hi havia 111 famílies de les quals 33 eren unipersonals (4 homes vivint sols i 29 dones vivint soles), 37 parelles sense fills, 37 parelles amb fills i 4 famílies monoparentals amb fills.
La població ha evolucionat segons el següent gràfic:
Habitants censats

### Habitatges
El 2007 hi havia 155 habitatges, 115 eren l'habitatge principal de la família, 29 eren segones residències i 12 estaven desocupats. 134 eren cases i 6 eren apartaments. Dels 115 habitatges principals, 96 estaven ocupats pels seus propietaris, 15 estaven llogats i ocupats pels llogaters i 4 estaven cedits a títol gratuït; 3 tenien una cambra, 9 en tenien dues, 19 en tenien tres, 27 en tenien quatre i 56 en tenien cinc o més. 85 habitatges disposaven pel capbaix d'una plaça de pàrquing. A 52 habitatges hi havia un automòbil i a 53 n'hi havia dos o més.

### Piràmide de població
La piràmide de població per edats i sexe el 2009 era:
| Homes | Edats   | Dones |
| ----- | ------- | ----- |
| 0     | 95 o +  | 0     |
| 0     | 90 a 94 | 0     |
| 0     | 85 a 89 | 0     |
| 0     | 80 a 84 | 8     |
| 4     | 75 a 79 | 4     |
| 8     | 70 a 74 | 4     |
| 0     | 65 a 69 | 8     |
| 4     | 60 a 64 | 4     |
| 8     | 55 a 59 | 4     |
| 0     | 50 a 54 | 8     |
| 16    | 45 a 49 | 8     |
| 4     | 40 a 44 | 12    |
| 16    | 35 a 39 | 8     |
| 20    | 30 a 34 | 12    |
| 0     | 25 a 29 | 4     |
| 4     | 20 a 24 | 4     |
| 16    | 15 a 19 | 8     |
| 12    | 10 a 14 | 8     |
| 12    | 5 a 9   | 0     |
| 4     | 0 a 4   | 16    |

## Economia
El 2007 la població en edat de treballar era de 178 persones, 121 eren actives i 57 eren inactives. De les 121 persones actives 105 estaven ocupades (59 homes i 46 dones) i 15 estaven aturades (6 homes i 9 dones). De les 57 persones inactives 25 estaven jubilades, 7 estaven estudiant i 25 estaven classificades com a «altres inactius».

### Ingressos
El 2009 a Saint-Froult hi havia 137 unitats fiscals que integraven 330 persones, la mediana anual d'ingressos fiscals per persona era de 16.272 €.

### Activitats econòmiques
Dels 6 establiments que hi havia el 2007, 2 eren d'empreses de transport, 1 d'una empresa d'hostatgeria i restauració, 1 d'una empresa financera i 2 d'entitats de l'administració pública.
L'únic servei als particulars que hi havia el 2009 era un restaurant.
L'any 2000 a Saint-Froult hi havia 5 explotacions agrícoles.

## Equipaments sanitaris i escolars
El 2009 hi havia una escola elemental integrada dins d'un grup escolar amb les comunes properes formant una escola dispersa.

## Poblacions més properes
El següent diagrama mostra les poblacions més properes.